# Municipio de North (condado de Marshall)
El municipio de North (en inglés: North Township) es un municipio ubicado en el condado de Marshall en el estado estadounidense de Indiana. En el año 2010 tenía una población de 4321 habitantes y una densidad poblacional de 39,79 personas por km².

## Geografía
El municipio de North se encuentra ubicado en las coordenadas 41°25′17″N 86°17′31″O / 41.42139, -86.29194. Según la Oficina del Censo de los Estados Unidos, el municipio tiene una superficie total de 108.6 km², de la cual 108,17 km² corresponden a tierra firme y (0,4 %) 0,43 km² es agua.

## Demografía
Según el censo de 2010, había 4321 personas residiendo en el municipio de North. La densidad de población era de 39,79 hab./km². De los 4321 habitantes, el municipio de North estaba compuesto por el 96,74 % blancos, el 0,42 % eran afroamericanos, el 0,07 % eran amerindios, el 0,16 % eran asiáticos, el 1,64 % eran de otras razas y el 0,97 % eran de una mezcla de razas. Del total de la población el 3,63 % eran hispanos o latinos de cualquier raza.